# Vimeuse
Vimeuse – rzeka we Francji, przepływająca przez teren departamentu Somma, o długości 16,6 km. Stanowi dopływ rzeki Bresle.